# Susana Dosamantes
Susana Dosamantes (Guadalajara, 1948. január 9. – Miami, 2022. július 2.) mexikói színésznő.

## Élete és pályafutása
1948. január 9-én született Guadalajarában Susana Rue Riestra néven.
1968-ban debütált a Remolino de pasiones című filmben.
Enrique Rubio felesége volt. Két gyermekük született: Paulina és Enrique.

## Filmográfia

### Telenovellák, tv-sorozatok
- Muchacha italiana viene a casarse (1971)
- Las gemelas (1972)
- El edificio de enfrente (1972)
- La hiena (1973) ... Dayanara
- Ana del aire (1974) ... Norma
- El chofer (1974) ... Pilar
- Lo imperdonable (1975) ... Gloria
- Corazón salvaje (1977) ... Aimée Molnar de D'Autremont
- Aprendiendo a amar (1980) ... Cristina
- Infamia (1981) ... Lidia
- Amalia Batista (1983) ... Amalia Batista
- Morir para vivir (1989) ... Rosaura
- Amada enemiga (1997) ... Regina
- Rebeca (2003) ... Matilde Linares
- El amor no tiene precio (2005) ... Lucrécia Viuda de Monte y Valle
- Marina (2006]) ... Alberta Morales Viuda de Alarcón
- El juramento (2008) ... Luisa Robles Conde
- Eva Luna (2010-2011) ... Marcela Arismendi
- Csók és csata (2011-2012) ... Doña Úrsula Campos Miranda
- Ana három arca (2016) ... Ernestina Rivadeneira
- El vuelo de la Victoria (2017) ... Gloria Santibáñez

### Filmek
- Remolino de pasiones (1968)
- Siete Evas para un Adan (1969) ... Betty
- Matrimonio y sexo (1969)
- Flor de durazno (1969)
- Confesiones de una adolescente (1969)
- Río Lobo (1970) ... María Carmen
- El juego de la guitarra (1971)
- Duelo al atardecer (1971)
- La yegua colorada (1972)
- Jalisco nunca pierde (1972)
- El imponente (1972)
- Hermanos de sangre (1972)
- Kalimán vs. El Siniestro mundo de Humanón (1974)
- Aventuras de un caballo blanco y un niño (1974)
- A home of Our Own (1975) ... Magdalena
- Más negro que la noche (1975) ... Aurora
- El sexo de los ricos (1984)
- Asesino a sueldo (1984)
- El placer de la venganza (1986)
- Escuadrón (1987) ... Roxana
- Keiko en peligro (1989)
- La ley de la mafia (1990) ... Dinorah
- El estrangulador de la rosa (1990) ... Paola Luna
- Comando marino (1990) ... Comandanta

## Fordítás
- Ez a szócikk részben vagy egészben  a   Susana Dosamantes című spanyol Wikipédia-szócikk fordításán alapul.  Az eredeti cikk szerkesztőit annak laptörténete sorolja fel. Ez a jelzés csupán a megfogalmazás eredetét és a szerzői jogokat jelzi, nem szolgál a cikkben szereplő információk forrásmegjelöléseként.